# Onthophagus clitellifer
Onthophagus clitellifer là một loài bọ cánh cứng trong họ Bọ hung (Scarabaeidae).